# Давид Овадия
Давид Хаим Овадия е български поет и преводач на поезия от еврейски произход, участник в комунистическото съпротивително движение по време на Втората световна война.

## Кратка биография
Давид Овадия е роден на 1 декември 1923 г. в град Кърджали. Той е активен член на Работническия младежки съюз от 1940 година, партизанин от Втора средногорска бригада „Васил Левски“ и член на Българската комунистическа партия от 1945 година. През 1950 година завършва руска филология в Софийския университет. Работи като редактор последователно във в. „Отечествен глас“, Радио София, издателство „Партиздат“ и издателство „Народна младеж“.
Давид Овадия е заслужил деятел на културата от 1974 година, член на СБП. Почти цялото му творчество е посветено на борбата срещу фашизма, но пише и любовна поезия. Преводач на руска поезия.
Участва в редица състезания по шахмат – софийските първенства по шахмат, Мемориал „Бахаров“, турнири за ветерани и др. Умира на 8 април 1995 г.

## Творчество

### Стихосбирки
- Партизански дневник (1948)
- До последния миг (1950)
- Отрядът живее (1951)
- Стихове за партизанския отряд (1955)
- Дом (1956)
- Омразата не бива да угасне (1958)
- Несбъдната среща (1960)
- Епиграми (1961)
- Късна среща (1964)
- Стихотворения (1967)
- Трябва да се живее (1972)
- Избрани стихотворения” (1973)
- Белият снежен килим (1975)

### Мемоарно-документална литература
- Петър Черкелов (1954)
- Август, август... (1965)
- Менахо или терористът (1970)
- Леваневски (1978, 1980, 1992)
- Избрани произведения т. I и II (1983)
- Дед или разгромът (1990)